# حاييم هزاز
حاييم هزاز (بالعبرية: חיים הזז) (16 سبتمبر 1898 – 24 مارس 1973) أديب وروائي إسرائيلي.
يعتبر من أهم كتاب اللغة العبرية في العصر الحديث، ونشر عشرات القصص والروايات، وحصل على جائزة بياليك وجائزة إسرائيل في الأدب.

## حياته
ولد حاييم هزاز في قرية صغيرة اسمها سيدوروفيتشي بالقرب من مدينة كييف (في أوكرانيا زمن الإمبراطورية الروسية). وكان يسكنها مجتمع خليط من اليهود وغير اليهود. وكان والده يهوديا ينتمي لطائفة الحاسيديم البريسلوف، وعمل في مجال الخشب، وأمضت العائلة فترات طويلة من الزمن في الغابات المحيطة بكييف.
تلقى تعليما تقليديا في قريته على يد معلمين خصوصيين، ودرس النصوص العبرية التقليدية واللغة الروسية.
وفي عام 1914 وفي سن السادسة عشر، غادر هزاز القرية ليدرس دراسة علمانية في كييف وخركوف وموسكو. وتعرف على أعمال الأدب الروسي الكلاسيكي المعاصر للأدباء الروس. وفي ذلك الوقت تعرف على الشاعر العبري الكبير حاييم ناحمان بياليك من خلال الترجمة الروسية التي قام بها زائيف جابوتنسكي. وقاده هذا إلى القراءة لكتاب عبريين معاصرين،  وبلغ به التأثر بتلك الكتابات إلى اتخاذ قراره بكتابة الشعر باللغة العبرية.
وفي عام 1918 نشر قصيدته الأولى «في الحراسة» في أهم صحيفة للأدب العبري في ذلك الوقت وهي «هاشيلواح»، وتلقى الكثير من التشجيع من محرره، يوزف كلاوسنر.
وقد أثرت معايشته للثورة الروسية في موسكو والعديد من المدن الروسية الأخرى، بشكل حاسم على أعماله. ورغم أنه انجذب في أيام دراسته إلى الاشتراكية، إلا أنه لم يعجب بالثورة الشيوعية. وخلال سنوات الحرب الأهلية التي تلت الحرب العالمية والثورة، هرب من مدينة إلى أخرى، وشاهد الرعب والدمار. وخلال رحيله إلى الجنوب وصل القرم في عام 1919، وقضى سنتين مختبئا هناك.
وفي عام 1921 غادر روسيا ونجح هزاز في الرحيل من ميناء سيفاستوبل إلى إسطنبول، مغادرا روسيا إلى الأبد. وعاش في تركيا لمدة سنة ونصف، مع أعضاء من الحركة الصهيونية. وكان في تركيا يقوم بتدريس اللغة العبرية في مزرعة «هاكشارا» قرب إسطنبول.
وفي عام 1923 رحل إلى باريس، وعاش فيها لمدة تسع سنوات، حيث صنع لنفسه اسما ككاتب عبري. وكتب أولى أعماله القصصية، وهي ثلاث قصص عن الثورة الروسية، وكذلك القصة الشعرية «عريس الدم»، والتي مدحها الشاعر تي إس إليوت. وكان يدعمه ويسانده الناشر ورجل الخير أبراهام يوزف ستيبيل. نشر  أول أعماله المنثورة في الصحيفة العبرية الشهيرة «هاتيكوفاه». وفي هذه الكتابات المبكرة وصف هزاز الدمار الداخلي للمدينة اليهودية خلال الثورة البلشفية. وخلال السنوات من 1926 إلى 1929 كانت شريكة هزاز هي الشاعرة يوشيفيد بات ميريام، التي تعرفت به من قبل في رسيا بعد بضعة سنوات. وأنجبا ابنهم الوحيد ناحوم الذي ولد في باريس في عام 1928. وانفصلا في عام 1929 حين غادرت بات ميريام فرنسا وهاجرت إلى فلسطين تحت الانتداب البريطاني.
وفي عام 1928 زار برلين، وهاله نمو الحركة النازية وشعر بقرب حدوث الكارثة. وفي برلين استلهم فكرة مسرحية «نهاية الأيام»، لكنه لم يبدأ في كتابتها إلا بعد هجرته إلى فلسطين تحت الانتداب، حيث نشرها للمرة الأولى عام 1933.
في عام 1930 نشر هزاز أول كتبه وهي رواية «في مستوطنة الغابة» في جزأين. وتصف حياة العائلة اليهودية الريفية في أوكرانيا عشية ثورة عام 1905، وذكريات الطفولة، ولم ينشر من الرواية إلا جزأين فقط، ولم ينشر الجزءان الآخران.
وفي خريف عام 1931 هاجر إلى فلسطين تحت الانتداب البريطاني واستقر في القدس، التي اتخذها وطنا وعاش فيها لبقية حياته، ودفن بها على جبل الزيتون. وبذلك تعرف على المجتمعات اليهودية المختلفة، وخاصة على المهاجرين اليمنيين الذين عاش بينهم. وكتب روايتين استلهما من تلك الفترة، هما «السكن في الحدائق» و«ياعيش».
أول أجزاء أعماله الكاتبة من عام 1942 «أحجار الرحى المكسورة»، كان من أول الكتب التي نشرتها دار النشر التي أسست حديثا وقتها «عاد عوفيم»، والتي أصبحت أهم دار نشر باللغة العبرية. وظل هزاز لبقية حياته صاحب دور رئيسي في نشاط عاد عوفيم، ونشر معظم كتاباته فيها.
تزوج أفيفا كوشنير (المولود بلقب غينزبورغ بيليغ (1927 – 2019)) في عام 1951، وكانت مساعدته في عمله ككاتب وفي الحياة العامة، وعهد إليها بتراثه الأدبي، وائتمنها على إعداد مخطوطاته غير المنشورة للنشر.
ترك تراثا من المخطوطات غير المنشورة، وترجمت الكثير من أعماله إلى لغات أخرى. ومنح لقب «رجل القدس الحر». وكان عضوا فخريا في أكاديمة اللغة العبرية ورئيس اتحاد الكتاب العبريين. وتلقى ألقاب الدكتوراه الفخرية من المعهد اللاهوتي اليهودي في نيويورك، ومن كلية دروبسي في فيلادلفيا، ومن الجامعة العبرية في القدس.
ومات حاييم هزاز بأزمة قلبية في 24 مارس 1973، ودفن في مقبرة على جبل الزيتون.

## مهنته الأدبية
قصصه تصور التحولات والاضطرابات التي خاضتها القرية اليهودية في روسيا، وكذلك أحوال المجمتع اليهودي فيها قبيل الحرب العالمية الأولى.
تتضمن أعمال هزاز غالبا نقاشات فلسفية معبر عنها في مشاهد مبنية بشكل رفيع، وخلال وصف دقيق للشخصيات. وفي قصصه يصف الحياة اليهودية في الشتات، من روسيا إلى اليمن ومن فرنسا تركيا. وتحتل القدس أهمية كبيرة في أعماله. ويتجلى العمق التاريخي للتاريخ اليهودي في أعماله، وفي تنوع الشخصيات والحبكات والتفاصيل والألوان والظلال والمواضيع، وهو يعتبر بذلك أثرى كاتب باللغة العبرية. وتركت تلك الأعمال بصمة واضحة على الأدب العبري التقليدي.
وبعد هجرته إلى فلسطين كان يصف الحياة الجديدة للمهاجرين، وخاصة للمهاجرين اليهود اليمنيين منذ أن كانوا في اليمن رغم أنه لم يزر أبدا اليمن، ويمتد وصفه حتى الجيل الثالث منهم في القدس، كما في روايته «ياعيش».
ويبلور هزاز فكره الصهيوني في كتابيه «نهاية الأيام» و«حجارة تغلي», وفيها ينتقد اعتناق مجموعات من اليهود في الشتات بأفكار الخلاص والمسيخ المنقذ، ويرى أن ذلك تعبير عن التهرب اليهودي من القيام بإنقاذ نفسه بنفسه.
وفي آخر سنوات عمله الأدبي اكتسب شهرة كمتحدث عام وكناقد اجتماعي. وكان يتحدث عادة في تجمعات الكتاب الإسرائيليين وفي المعاهد الأكاديمية المختلفة، خلال زياراته إلى الولايات المتحدة وأوروبا في الستينات وأوائل السبعينات.

## أعماله
هذه قائمة بأعماله المنشورة في حياته وبعد وفاته:
- مستوطنة في الغابة – رواية - 1930
- أحجار الرحى المكسورة – قصص – 1942
- هكذا السكن في الحدائق – رواية – 1944
- حجارة تغلي – قصص – 1946
- ياعيش – رواية من 4 أجزاء – 1947
- نهاية الأيام – مسرحية – 1950
- ظلال منعكسة – قصص – 1955
- بوابات البرونز – رواية من جزأين – 1956
- أضواء زودياك – قصص – 1958
- عرض الإثم – 1960
- المشنقة – رواية – 1963
- أعمال مختارة – 12 جزأ من دار نشر عاد عوفيم – 1968
- قصص مختارة – من دار نشر دفير – 1969
- الساعة الشمسية – قصص – 1973
- قصص عن الثورة – قصص – 1980
- عشر قصص – 1988
- الموعظة وقصص مختارة – 1991
- يملا – قصة – 2005
- في ظلال الممالك – قصص – 2009

## جوائز وتقديرات
- 1942 – جائزة بياليك – بالاشتراك مع شاؤول تشيرنخوفسكي.[9]
- 1970 – جائزة بياليك.
- 1953 – جائزة إسرائيل – في مجال الأدب وكانت تلك أول سنة تمنح فيها الجائزة.[10]
- 1966 – جائزة إيرفنغ وبيرتا الأدبية من كلية الدراسات اليهودية في جامعة نيويورك.